# Florence Ekpo-Umoh
Florence Ekpo-Umoh, nigerijsko-nemška atletinja, * 27. december 1977, Lagos, Nigerija.
Od leta 2000 je nastopala za Nemčijo. Nastopila je na poletnih olimpijskih igrah v letih 2000 in 2008, ko je osvojila osmo mesto v štafeti 4x400 m. Na svetovnih prvenstvih je osvojila srebrno medaljo v isti disciplini leta 2001, na svetovnih dvoranskih prvenstvih bronasto medaljo istega leta, na evropskih prvenstvih pa naslov prvakinje leta 2002. Leta 2003 je zaradi dopinga prejela dvoletno prepoved nastopanja.